# Keltisk harpe
En keltisk harpe (også gælisk harpe eller irsk harpe) er en gruppe harpeinstrumenter som karakteriseres af en krum søjle. De stemmes diatonisk og tonearten kan varieres ved hjælp af halvtoneklaffer, noget som har ført til det lettere nedsættende navnet krokharpe.
Harpen kendes fra Irland, Skotland og Bretagne og er tæt knyttet til den keltiske kulturtraditonen. På 1500- og 1600-tallet var de populære i engelske hof, og i barokken blev de spillet over hele Europa. Harper med lignende konstruktion var også i brug i Norge; de betegnes i dag som norsk harpe.